# Fondation Centaure
 (juillet 2011).
Si vous disposez d'ouvrages ou d'articles de référence ou si vous connaissez des sites web de qualité traitant du thème abordé ici, merci de compléter l'article en donnant les références utiles à sa vérifiabilité et en les liant à la section « Notes et références ».
La fondation de coopération scientifique Centaure est un réseau de Recherche dans le domaine des Sciences de la transplantation. Labellisé Réseau Thématique de Recherche et de Soins (RTRS), le réseau a été créé en 2007 sous l'impulsion des Professeurs Jean-Michel Dubernard et Jean-Paul Soulillou, rapidement rejoints par le Professeur Christophe Legendre.
Ce réseau fédère les trois centres de Lyon, Nantes et Necker.

## Missions de la fondation
- Animer le réseau de recherche en transplantation : stimuler la coopération et le transfert de connaissances entre les chercheurs des différents centres,
- Soutenir les projets développés par les équipes par l'achat de matériel ou encore le recrutement direct de chercheurs par la Fondation,
- Mettre en place des outils communs permettant d'améliorer l'efficacité de la recherche et le transfert de ses bénéfices vers le patient.

## Principaux axes de recherche
- la prolongation de la survie des greffons et l'amélioration des traitements,
- l'augmentation des greffes de pancréas pour soigner les patients diabétiques,
- le développement des greffes de tissus composites (mains, bras, visage...).

## Sept membres fondateurs
- l'INSERM,
- Les Hospices Civils de Lyon,
- l'Assistance publique-Hôpitaux de Paris,
- Le CHU de Nantes,
- L'Université de Nantes,
- l'Université Paris-Descartes,
- l'Université Claude Bernard (Lyon).